# Талица (Юровское муниципальное образование)
Талица — деревня в Грязовецком районе Вологодской области на реке Кундола.
Входит в состав Юровского муниципального образования, с точки зрения административно-территориального деления — в Минькинский сельсовет.
Расстояние до районного центра Грязовца по автодороге — 40,5 км, до центра муниципального образования Юрово по прямой — 11 км. Ближайшие населённые пункты — Минькино, Таршино, Дор.
По данным переписи в 2002 году постоянного населения не было.